# Bogáncs Kutya- és Kisállatotthon
Koordináták: é. sz. 47° 46′ 27″, k. h. 18° 44′ 02″47.774167°N 18.733889°E
A Bogáncs Kutya- és Kisállatotthon a Bogáncs Kisállatotthon Alapítvány – egy közhasznú alapítvány – 2004 februárja óta létező állatmenhelye Esztergomban, melyet Kovács Éva anesztezológus doktornő az esztergomi kórház négy orvosának anyagi támogatásával alapított.

## Az alapítvány célkitűzései és története
Az alapítvány célja, hogy ideiglenes lakhelyet biztosítson a gyepmesteri telepre bekerült kutyák számára, amíg gazdához nem kerülnek.
Kidobott, elunt állatok új gazdához jutásában is segít az alapítvány: ehhez weblapjukon bárki számára elérhető hirdetési felületet biztosítanak.
2004-ben, a kisállatothon létrehozásakor, a kuratórium elnöke Benőcz Zsuzsanna volt. A tagok dr. Kovács Éva, dr. Jónás László, Sántha Beatrix és Magyar Gáborné kurátorok voltak. További segítséget nyújtanak az alapítvánnyal a kezdetektől együttműködő állatorvosok: dr. Bogdán Levente és dr. Fazekas István. Azóta ez a lista tovább bővült dr. Prohászka Márta, dr. Fekete Attila, dr. Jáger János, dr. Ozvald István támogatása által.

## A kisállatotthon története
A Bogáncs Kutya- és Kisállatotthon Kiemelten Közhasznú Alapítvány tagjai önkéntes alapon 2004 februárjában az esztergomi Csapási-Dűlőn, a gyepmesteri teleppel szoros együttműködésben kezdték meg munkájukat.
Eleinte viszonylag kevés, 12 férőhellyel rendelkezett a menhely, melyet folyamatosan bővítettek 50-re, illetve alakítottak ki nagy kifutóhelyeket.
2004. május 24-én kapott nagyobb nyilvánosságot az alapítvány a bernáthegyi világkiállításon a helyi MEOE szervezete rendezésében, Győző Csaba elnök segítségével.
2004 júniusától a gyepmester feladatait Mészáros András látja el Esztergomban, ezek után a telepen csak indokolt esetben van altatás.
2004. október 16-án került megrendezésre első alkalommal a Bogáncs-Gála, ahol az alapítvány a színvonalas előadások között a nagyközönségnek is összefoglalta addigi tevékenységeit.
2004 végére több mint 100 kutyát menekített ki és juttatott gazdához az alapítvány, s ezzel kivívta magának az országos elismertséget is. A menhely kutyáit és programjait több weblap, helyi televízió és rádiócsatorna is hirdeti. Megjelenhet az alapítvány a Nemzetközi Kutya Szövetség újságban is.
2005-2007 között tovább folytatódott az esztergomi Tesco hipermarket jóvoltából tápgyűjtési akció, továbbá első alkalommal megrendezésre került 2007. szeptember 1-jén a dog-dancing verseny is. 2007 októberében egy nagyszabású ivartalanítási akció kezdeményezője volt az alapítvány, akik összefogtak a helyi állatorvosokkal, és együtt kedvezményes ivartalanítási lehetőséget nyújtottak a gazdáknak.
Jelenleg a menhelyen folyamatosan 50-60 eb él, további kapacitásbővítésre nincsen lehetőség.
A fenntartási költségeket a menhely kizárólag adományokból és felajánlásokból fedezi. 2007 óta nagy segítség, hogy a személyi jövedelemadó 1%-át is fogadhatja az alapítvány.
Eddig a menhelyről több mint 800 kutya került gazdához.

## Eredményei

### 2005-ben
- 215 kutya örökbeadása
- összesen 44 szuka kutya ivartalanítása
- a menhely területének földdel való feltöltése
- a menhely betonkerítéssel történt körbekerítése
- 1 nagy kifutó és 6 nagy kennel megépítése
- a fürdőszoba leburkolása, vízvezetékszerelési munkák
- Szennyvízelvezető rendszer és emésztőgödör kialakítása
- 2 alkalommal tápgyűjtő akció (összesen 1587 kg táp gyűlt össze)
- kétszer megrendezésre került a Bogáncs nyílt nap (gazdikereső nap)

### 2006-ban
- 302 kutya örökbeadása
- 103 kutya ivartalanítása
- megépült 6 kifutó, kb 25 nm-esek
- a ház felújítása, iroda és táptároló helyiség kialakítása
- öltöző létesítése
- 2 gazdikereső nyílt nap megtartása
- 2 tápgyűjtési akciót szervezése a Tescóban
- kutyakiállítást és dog-dancing verseny szeptemberben

### 2007-ben
- 273 kutya örökbeadása
- 131 kutya és 7 macska ivartalanítása
- Kutyaszépségverseny rendezése májusban a MEOE Esztergomi szervezetével közösen szervezve.
- Augusztusban Pilisvörösváron örökbefogadó napon adtunk örökbe 5 kutyát.
- Örökbefogadó nyílt nap és dog-dancing verseny szeptemberben
- Lakossági ivartalanítási akció (Október 15. - november 15.), melynek eredménye: 47 kutya és macska ivartalanítása
- "Adj egy tárgyat az állatokért"- karácsonyi vásár decemberben
- 3 alkalommal tápgyűjtési akció a Tescóban
- 4 nagy kifutó kialakítása
- 7 nagy kennel megépítése
- Az Esztergom Televízió 3 és fél órás jótékonysági műsort adott, olyan hírességek közreműködésével, mint Keresztes Ildikó, Laár András, a Groovehouse együttes, a miskolci mentőkutyás egyesület, az esztergomi rendőrfőkapitány és még sokan mások.

## Az örökbefogadás menete
A bekerült ebek a gyepmesteri telepen 14 napos megfigyelés alatt állnak, így közben az eredeti gazda ha rájön, hogy befogták kedvencét, akkor kiválthatja őt. A két hét letelte után a kutyák automatikusan átkerülnek a kutyaotthonba, amíg örökbefogadóra nem lelnek. Aki be szeretne fogadni egy kutyát, előzetesen kiválaszthatja a menhely folyamatosan frissülő weblapján található képes listából. Telefonos egyeztetés után bárki személyesen is ellátogathat a menhelyre. Az örökbefogadói szerződés aláírása és minimális összeg befizetése után (amely az oltásokat fedezi) hazaviheti az új gazdi a kedvencét. Az alapítvány folyamatosan kapcsolatban van az örökbefogadókkal: az új helyükön szúrópróba szerűen ellenőrzik az elkerült kutyákat.